# Мото Бизоњо (Верона)
Мото Бизоњо је насеље у Италији у округу Верона, региону Венето.
Према процени из 2011. у насељу је живело 40 становника. Насеље се налази на надморској висини од 53 м.